# Orp-Jauche
Orp-Jauche es un municipio belga perteneciente a la provincia de Brabante Valón, en la Región Valona.
A 1 de enero de 2019 tiene 8924 habitantes en un área de 50,50 km².

## Geografía
Se ubica unos 30 km al norte de Namur, junto a la carretera E40 que une Bruselas con Lieja.
Forma parte de la región natural del Hesbaye. En su término municipal se hallan las cuevas de Folx-les-Caves.

### Secciones del municipio
El municipio comprende los antiguos municipios, que se fusionaron en 1977:
| - Énines - Folx-les-Caves - Jandrain-Jandrenouille - Jauche - Marilles - Noduwez - Orp-le-Grand |

## Demografía

### Evolución
Todos los datos históricos relativos al actual municipio, el siguiente gráfico refleja su evolución demográfica, incluyendo municipios después de efectuada la fusión el 1 de enero de 1977.
| Gráfica de evolución demográfica de Orp-Jauche entre 1846 y 2020 |
|                                                                  |